# Roger Bernat I de Castellbò
Roger Bernat I de Castellbò (? - 1350), senyor de Montcada i vescomte de Castellbò (1315-1350).
Fill de Gastó I de Foix i la seva esposa Joana d'Artois, fou germà de Gastó II de Foix.
A la mort del seu pare el 1315 els dos germans es repartiren els seus dominis, així el gran accedí al comtat de Foix mentre Roger Bernat rebé el vescomtat de Castellbò així com les senyories de Montcada, Donasà i Andorra.
Es va casar amb la dama castellana Constança Pérez de Luna, amb la qual va tenir tres fills:
- la infanta Blanca de Castellbò, casada amb Hug Roger II de Pallars Sobirà
- l'infant Roger Bernat II de Castellbò
- la infanta Margarida de Castellbò, casada el 1350 amb Bernat III de Cabrera